# Projecte 56
El Projecte 56 fou una sèrie de proves nuclears de superfície dutes a terme pels Estats Units a l'Àrea 11 de l'Emplaçament de Proves de Nevada entre novembre del 1955 i gener del 1956. Aquestes proves foren precedides per l'Operació Wigwam i succeïdes per l'Operació Redwing.

## Objectiu
Aquests experiments estaven destinats a realitzar proves de seguretat, per determinar si una arma nuclear danyada en un accident es detonaria mitjançant una reacció nuclear fins i tot en cas que tot o part de l'alt explosiu de l'iniciador s'hagués cremat o detonat prèviament.

## Conseqüències
Més de 362 ha resultaren contaminades amb fragments i pols de plutoni. Això feu que l'Àrea 11 fos coneguda com a Plutonium Valley (Vall del Plutoni). La zona continua sent utilitzada per a simulacres realistes de mesurament radiològic i operacions de recollida de mostres.

## Proves
| Nom                | Data       | Potència      | Nota                 |
| ------------------ | ---------- | ------------- | -------------------- |
| Projecte 56 núm. 1 | 01-11-1955 | Zero          |                      |
| Projecte 56 núm. 2 | 03-11-1955 | Zero          | Dispersió de plutoni |
| Projecte 56 núm. 3 | 05-11-1955 | Zero          | Dispersió de plutoni |
| Projecte 56 núm. 4 | 18-01-1956 | Molt lleugera | Dispersió de plutoni |